# Hristijan Todorovski Karpoš
Pour les articles homonymes, voir Todorovski.
 (février 2016).
Hristijan Todorovski dit Karpoš, né le 3 septembre 1921 à Koumanovo et mort le 7 février 1944 près de Preševo, était un résistant communiste macédonien de la Seconde Guerre mondiale, héros national de la Yougoslavie.

## Biographie
Alors qu'il est à l'école, il rejoint la Ligue des jeunes communistes yougoslaves. À cause de ses opinions politiques, il est renvoyé de son école secondaire en 1940 et il n'a plus le droit de s'inscrire dans l'enseignement en Yougoslavie. Son surnom, « Karpoš », rend hommage à Petar Karpoch, héros macédonien du XVIIe siècle.
En 1941, il participe à une collecte d'armes et distribue des pamphlets illégaux publiés par l'organisation communiste de Koumanovo. Il rejoint ensuite le Premier détachement partisan de Koumanovo et participe à une bataille contre la police bulgare le 11 octobre 1941. Ce fait d'armes lui permet d'intégrer le commandement de Koumanovo. Ensuite, il intègre les détachements de la Morava méridionale et de la Kukavica. Il retourne dans sa ville natale fin 1942 et un an plus tard, il devient commandeur d'un bataillon de l'Armée populaire de libération de Macédoine. Il mène plusieurs actions contre les Tchetniks.
Hristijan Todorovski est mort en 1944 alors qu'il lançait une attaque sur le poste de police bulgare de Biljaca, près de Preševo.

## Postérité et hommages
Il a été déclaré à titre posthume Héros national de la Yougoslavie le 25 juillet 1945. 